# El pequeño Nicolás
El pequeño Nicolás (en francés original Le petit Nicolas) es una serie de libros infantiles, obra del escritor y guionista de cómics francés René Goscinny, creador de personajes como Astérix, y del dibujante Jean-Jacques Sempé. También se hace referencia con ese sobrenombre al personaje principal de la serie y al primer libro de la misma. 

## Orígenes y publicación
Todos los libros de la serie son colecciones de historias cortas protagonizadas y narradas en primera persona por Nicolás, un chico travieso de unos siete u ocho años proveniente de una familia francesa de clase media durante los años 1950 y 1960. 
El origen de estas historias es una tira cómica publicada entre 1956 y 1958 en la revista belga Le Moustique, con guion de Goscinny, que firmaba con el seudónimo d'Agostini, y dibujos de Sempé. Sin embargo, Sempé no se sentía cómodo como dibujante de cómics, por lo que abandonaron este formato. A partir de 1959, en las revistas Sud-Ouest Dimanche y Pilote, las historias adoptaron su forma definitiva como relatos cortos ilustrados. La serie pronto se hizo popular y continuaron publicándose nuevas historias hasta 1965. A su vez, se fueron publicando libros que recopilaban estas historias.
Los libros gozaron y siguen gozando de un enorme éxito. Se han vendido más de 10 millones de ejemplares en más de 30 países distintos. Sólo en Francia, se ha vendido un millón de ejemplares de los nuevos libros publicados a partir de 2004.
Aunque los cinco libros originales se publicaron entre 1960 y 1964, en 2004 la hija de Goscinny se reunió con Sempé y le propuso publicar las historias del pequeño Nicolás que habían aparecido en las revistas antes citadas pero que no habían sido incluidas en ninguno de los libros. El dibujante produjo nuevas ilustraciones y las historias inéditas fueron recopiladas en varios volúmenes nuevos. El primero de ellos se publicó en Francia bajo el nombre Historias inéditas del pequeño Nicolás, con ochenta historias inéditas en formato libro, y en 2006 se publicó un segundo volumen con 45 historias más bajo el título Historias inéditas del pequeño Nicolás - Vol. 2. Estos dos nuevos volúmenes se han publicado en español divididos en cinco libros. Al haber fallecido en 2001 la traductora original, Esther Benítez, los nuevos libros fueron traducidos por Miguel Azaola, con un estilo diferente. 
En 2009 se publicó en Francia El globo y otras historias inéditas, con las últimas diez historias inéditas, aún no editado en España.

## Estilo
La narración en primera persona de Nicolás es una parodia amable del modo en que razonan y se expresan los niños. La mentalidad infantil con que contemplan el mundo lleva al pequeño Nicolás y sus amigos a meterse continuamente en problemas, para desesperación de sus padres y profesores. Al mismo tiempo, el punto de vista inocente de los niños a menudo acaba exponiendo los absurdos y contradicciones del mundo adulto. Este elemento subversivo hace al pequeño Nicolás un ejemplo pionero de literatura infantil moderna, centrada en el modo en que los protagonistas infantiles perciben el mundo en vez de la interpretación adulta del mismo. Tampoco se puede obviar la importancia de las ilustraciones de Sempé, cuyo estilo es tan reconocible como el de la narración de Goscinny.

## Personajes
El protagonista, el pequeño Nicolás, es un niño de unos siete u ocho años que relata en primera persona sus andanzas y las de su pandilla. Es muy travieso, pero también sensible e imbuido de valores como la amistad, el amor a sus padres y cierto sentido de la justicia. Se le da mal la aritmética y la caligrafía y es el más pequeño de su clase.
Algunos de los amigos de Nicolás son: 
- Luisita: niña con ojos azules, aparenta ser adorable pero fuera de la vista de los adultos puede ser bastante grosera y altanera, como se demuestra mientras juega con Nicolás. Como es muy buena para el fútbol, Nicolás decide casarse con ella cuando sean mayores.
- Clotario: el último de la clase, es el único de la pandilla que tiene televisión en su casa.
- Alcestes: es gordo porque come sin parar y es el mejor amigo de Nicolás.
- Eudes: es muy fuerte y le gusta golpear en la nariz a los demás niños, aunque no deja de ser un buen compañero.
- Godofredo: su padre es muy rico y le compra todo lo que quiere.
- Joaquín: tiene un hermanito pequeño, Leónce. También tiene una bici y se "entrena" para el Tour de Francia, que pretende ganar cuando sea mayor.
- Agnan/Aniano: es el primero de la clase y preferido de la maestra, pero los demás niños no le pueden pegar tan a menudo como quisieran porque lleva gafas. En los nuevos libros, ha sido traducido al castellano como Aniano.
- Majencio: tiene las piernas muy largas y corre muy rápido.
- Rufo: su padre es policía y siempre juega con un silbato que él le regaló.
- María Eduvigis: tiene el pelo amarillo, en trenzas, ojos azules y nariz y vestido rojos. Parece angelical, pero en realidad es tan traviesa como los chicos, y jugadora de fútbol.
- Jorge Macintosh : estudiante extranjero hablante de inglés, con el pelo rojo, pecas y los ojos azules. Como apenas hablaba francés, sus padres lo inscribieron en la escuela de Nicolás para que aprendiera, pero lo sacaron del colegio cuando llevaba apenas un día allí porque, al interactuar con Nicolás y sus compañeros de clase, termina aprendiendo varias groserías que luego repite enfrente de su profesora y de sus padres.

Otros personajes son los padres de Nicolás, los vecinos Courteplaque y Blédurt, el conserje de la escuela Dubon, también llamado «El Caldo» («Le Bouillon»), la maestra, el director, la abuela de Nicolás y el tío Eugène.

### Los cinco libros originales
- El pequeño Nicolás (editorial Alfaguara). Título original: Le Petit Nicolas (1960)
- Los recreos del pequeño Nicolás (editorial Alfaguara). Título original: Les Récrés du Petit Nicolas (1961)
- Las vacaciones del pequeño Nicolás (editorial Alfaguara). Título original: Les Vacances du petit Nicolas (1962)
- Los amiguetes del pequeño Nicolás (editorial Alfaguara). Título original: Le Petit Nicolas et les copains (1963)
- Los problemas del pequeño Nicolás (editorial Alfaguara). Título original: Joachim a des ennuis (1964). Al ser el único sin «Le Petit Nicolas» en el título fue menos vendido en Francia, y se acabó reeditando con el título Le Petit Nicolas a des ennuis. En España ha sido publicado con ambos títulos ("Joaquín tiene problemas" y "Los problemas del pequeño Nicolás", siendo este último el título utilizado actualmente). Nótese que a pesar de la diferencia de títulos se trata del mismo libro.

Nota: Todos los relatos contenidos en estos cinco primeros libros también se publicaron en España en 1972 en una edición en dos volúmenes titulados El pequeño Nicolás 1 y El pequeño Nicolás 2 (Libro Joven de Bolsillo, Editorial Doncel)

### Libros publicados tras la muerte de Goscinny
Histoires inédites du Petit Nicolas (2004): Se publicó en España (2005) dividido en tres libros:
- La vuelta al cole del pequeño Nicolás (editorial Alfaguara)
- El pequeño Nicolás. ¡Diga! (editorial Alfaguara)
- El pequeño Nicolás. El chiste (editorial Alfaguara)

Histoires inédites du Petit Nicolas - volume 2 (2006): Publicado originalmente en España en un solo tomo con el título ¡Ojo! con el pequeño Nicolás (editorial Alfaguara). El mismo material posteriormente fue publicado dividido a su vez en dos volúmenes, que son más fáciles de encontrar en la actualidad: 
- La Navidad del pequeño Nicolás (editorial Alfaguara)
- El pequeño Nicolás. ¡Se rueda! (editorial Alfaguara)

Le Ballon et autres histoires inédites (2009): Aún no publicado en España. La traducción literal del título sería «El globo y otras historias inéditas».

## Adaptaciones de la obra
En octubre de 2009 se estrenó en Francia la primera adaptación cinematográfica de la obra, con el título El pequeño Nicolás (Le petit Nicolas). El guion fue de Alain Chabat, dirección de Laurent Tirard e interpretaciones de Maxime Godart (Nicolás), Valérie Lemercier (la madre), Kad Merad (el padre), Sandrine Kiberlain (la maestra), François-Xavier Demaison (el Caldo) y Daniel Prévost (el jefe del padre de Nicolás) en los papeles principales.
El director y la mayor parte de los actores adultos repitieron para la secuela, estrenada en 2014 con el título Las vacaciones del pequeño Nicolás (Les vacances du petit Nicolas). Mathéo Boisselier interpretó al pequeño Nicolás.
Existe una serie de televisión animada en 3D, que se estrenó en Francia en 2009.
En 2022 se estrenó una película de animación con el título de El pequeño Nicolás (original en francés Le petit Nicolas: Qu'est-ce qu'on attend pour être heureux?), dirigida por Amandine Fredon y Benjamin Massoubre.